# Таганрогский авиационный колледж имени В. М. Петлякова
Таганрогский авиационный колледж имени В. М. Петлякова — российский авиационный колледж, расположенный в городе Таганроге Ростовской области. Образован как среднее специальное учебное заведение для подготовки квалифицированных техников для промышленности Таганрога и горнорудных районов Донбасса. Училище было учреждено в Российской империи на основании статьи № 1814 Государственного совета училищ Высочайшим повелением 24 мая (5 июня) 1899 года. Торжественное открытие состоялось 28 октября (9 ноября) 1899 года в составе первых двух классов в здании некогда принадлежавшем купцу-миллионщику Марку Вальяно. Училище стало первым учебным заведением города, готовившим специалистов технического профиля. Первый выпуск техников произошёл только в 1907 году.
Полное наименование учебного заведения — Государственное бюджетное профессиональное образовательное учреждение Ростовской области «Таганрогский авиационный колледж имени В. М. Петлякова» (сокращённое наименование — ГБПОУ РО «ТАВИАК»).
Учредителем и собственником имущества колледжа является Ростовская область.

## Названия колледжа в разные годы
- 1899—1920 годы — Таганрогское техническое училище.
- 1920—1925 годы — Таганрогский механико-металлургический техникум.
- 1925—1930 годы — Таганрогский индустриальный техникум.
- 1930—1966 годы — Таганрогский авиационный техникум.
- 1966—1992 годы — Таганрогский авиационный техникум имени В. М. Петлякова.
- 1992 — н. в. — Таганрогский авиационный колледж имени В. М. Петлякова.

## История колледжа

### Ранние годы
Первым директором училища стал крупный инженер-технолог, действительный статский советник Николай Оловягин, проработавший в этой должности почти 19 лет. Николай Петрович сумел в короткий срок создать квалифицированный коллектив преподавателей. Он сам преподавал в училище механику и арифметику. Николай Оловягин был известен в городе и Области Войска Донского как образованный и прогрессивно мыслящий человек. Он в 1903 году был избран заместителем председателя Донского попечительства народной трезвости. Ему же принадлежит идея о создании при училище ремесленной школы для детей. Она стала действовать несколько позже с 1902/1903 учебного года в составе одного первого класса. Это было фактически началом профессионального образования рабочих в Таганроге. Он очень много сделал для развития училища и превращения его в одно из лучших учебных заведений с хорошей общеобразовательной и технической подготовкой. Здесь изучались русский и французский языки, география, история, математика, физика, механика, технология материалов, химия, металлургия, горное дело, геодезия, черчение. Учащиеся работали в столярной, слесарной, механической мастерских, в кузнице, машинном и литейном отделениях.
Уже в 1899 году встал вопрос о постройке нового специального здания для училища, а в следующем году при училище учредили должность почётного попечителя, на неё был назначен статский советник А. Б. Нентцель. Для расширения материальной базы училищу нужно были не только средства, но и земля, — для чего в 1909 году имение статского советника К. А. Торопова было приобретено в собственность училища. В 1912 году училище приняло участие в международной учебно-промышленной выставке «Устройство и оборудование», организованной в Санкт-Петербурге.
До середины 1917 года училище представляло собой, во-первых, среднюю общеобразовательную школу, которая давала законченное образование, соответствующее полному курсу реальных училищ, а во-вторых, среднее техническое училище, которое готовило техников механического дела применительно к горнозаводской промышленности. Училище подчинялось Харьковскому учебному округу.
Для поощрения наиболее способных учеников в училище учреждались особые стипендии. Так в январе 1913 года при училище и ремесленной школе учреждены стипендии имени почетного потомственного гражданина Ивана Яковлевича Древицкого, а через месяц в честь празднования 300-летия дома Романовых — стипендия Донского земельного банка.

### После Октябрьской революции
В связи с революционными событиями 1917 года Таганрогское среднее техническое училище с середины 1917 года и по 1919/1920 учебный год продолжало работать и выпускать специалистов, но функционировало в режиме перехода на положение, изданное Временным правительством 30 мая 1917 года. С 1917/1918 учебного года образовано три отделения. Из младших классов — образовательная школа, а с пятого класса — механическое и металлургическое отделения.
В годы гражданской войны в здании бывшего технического училища некоторое время размещалось телеграфное агентство при ставке Добровольческой армии генерала Деникина.
По окончании гражданской войны, с лета 1920 года, Таганрог находился в составе образованной Украинской Советской Республики. В связи с этим решением коллегии Отдела народного образования от 12 августа 1920 года во исполнение плана народного просвещения УССР был открыт на базе среднего технического училища механико-металлургический техникум Главпрофобра НКП УССР с 3-летним сроком обучения. Основной костяк студентов составили ученики 7 класса бывшего технического училища, преподавателями в основном стали преподаватели бывшего технического училища. В составе техникума было открыто два отделения:
1. механическое с циклами «силовые установки»;
2. рудничная механика и металлургическое с циклами «сталеварение» и «литейное дело».

В 1925 году в результате реорганизации Таганрогский округ был присоединен к Северо-Кавказскому краю в составе РСФСР. В январе того же года произошло преобразование Таганрогского механико-металлургического техникума в Таганрогский индустриальный техникум НКС РСФСР. В 1925 году был разработан его устав, согласно которому техникум организовывал теоретическую и практическую подготовку техников по холодной обработке металлов и металлургической специализации. Как единственный на юге России он приобретал республиканское значение.
Первым заведующим техникума в советское время был окончивший Киевский политехнический институт А. К. Попов. На механическом отделении преподавали: обществоведение, русский язык и литературу, краеведение, техническую механику, основы строительного дела, гидравлические насосы, графику, техническую физику, теплотехнику, электротехнику, техническую математику, немецкий язык, химию, материаловедение, организацию производства, машины и станки и т. д. Ещё больший объём получали студенты металлургического отделения, которые после окончания техникума получали дипломы инженера-металлурга по доменному производству.
В 1930 году в Таганроге шло развёртывание авиационного завода со специализацией морского самолетостроения, возникшего как авиационное предприятие ещё осенью 1916 года. Быстроразвивающееся предприятие требовало большого количества авиационных специалистов. Созданное тогда же Всесоюзное авиационное объединение получило в своё ведение ряд учебных заведений для подготовки инженеров и техников по различным отраслям авиастроения, среди них был и Таганрогский индустриальный техникум, который с июня 1930 года был переименован в Таганрогский авиационный колледж им. В. М. Петлякова|Таганрогский авиационный техникум и приобрёл вскоре всесоюзное значение.
В 1933 году техникум был признан лучшим техникумом в СССР и получил переходящее Знамя ЦИК СССР, ВЦСПС, «Комсомольской правды» и денежную премию в 50 тысяч рублей. В 1927—1935 годы во главе техникума был Василий Федорович Третьяков. В техникуме в это время работало вечернее отделение, функционировал филиал Новочеркасского авиационного института, студентами которого стали выпускники ТАВИАТа. После создания Центрального конструкторского бюро морского самолётостроения во главе с Георгием Бериевым планировалось преобразовать техникум в авиационный институт морского самолетостроения, но события 1937 года помешали этому процессу[как?].

### Годы Великой Отечественной войны и восстановления
В начале Великой Отечественной войны, до осени 1941 года, Таганрогский авиационный техникум НКАП СССР действовал в Таганроге. В октябре 1941 года он был эвакуирован в столицу Грузинской ССР — Тбилиси, где продолжил вести подготовку авиационных специалистов в составе НКО СССР; эвакуировать лаборатории, библиотеку и инвентарь при этом не удалось.
В сентябре 1943 года, после освобождения 30 августа 1943 года Таганрога от вермахта войсками Южного фронта РККА и Черноморского флота ВМФ СССР в ходе Донбасской наступательной военной операции, туда вернулся и техникум.
Уже 1 декабря 1943 года в сохранившихся от разрушений помещениях техникума начался учебный процесс. На 1 декабря в учебном заведении обучалось 316 студентов на всех четырёх курсах.
С 1943 года и до дня смерти в 1969 году (с некоторым[уточнить] перерывом) во главе техникума стоял Шаген Давыдович Аветисов. В эти годы шло восстановление разрушенных зданий техникума, строительство главного корпуса и лабораторного корпусов, нового здания мастерских и переоснащение всех кабинетов и лабораторий.
В 1966 году техникуму было присвоено имя советского авиаконструктора Владимира Михайловича Петлякова, окончившего техникум в 1910 году, в связи с 75-летием со дня его рождения.
После введения курсов повышенного уровня квалификации техникум был преобразован в Таганрогский авиационный колледж имени В. М. Петлякова.

### Настоящее время
Колледж готовит специалистов по специальностям «Производство летательных аппаратов», «Технология машиностроения», «Программное обеспечение вычислительной техники и автоматизированных систем». В 1993 году была открыта специальность «Техническое обслуживание и ремонт автомобильного транспорта». В 1994 году была открыта новая специальность «Экономика, бухгалтерский учёт и контроль», а с 1999 года — ещё 2 новые специальности «Стандартизация и контроль качества продукции» (в настоящее время «Техническое регулирование и управление качеством») и «Государственное и муниципальное управление».

## Известные выпускники
- Барановский, Василий Николаевич (1917—1995) — советский государственный и партийный деятель[3].
- Киричек, Маргарита Сергеевна (1930) — российский историк-краевед.
- Клово, Сигизмунд (1894—1919) — советский военный деятель, подпольщик.
- Литвинов, Виктор Яковлевич (1910—1983) — советский организатор авиационной промышленности.
- Петляков, Владимир Михайлович (1891—1942) — советский авиаконструктор.
- Сысоев, Пётр Александрович (1911—1991) — российский инженер, организатор производства.